# Rubus gongshanensis
Rubus gongshanensis är en rosväxtart som beskrevs av Tse Tsun Yu och L.T. Lu. Rubus gongshanensis ingår i släktet rubusar, och familjen rosväxter. Utöver nominatformen finns också underarten R. g. qiujiangensis.